# نمایش‌شناسی بهرام بیضایی
بهرام بیضایی (−۱۳۱۷) یک نمایشِ تلویزیونی و پانزده نمایشِ صحنه‌ای کارگردانی کرده و نمایش داده است. اینک فهرستی از این نمایش‌ها:
تلویزیونی
1. عروسکها (۱۳۴۵)

صحنه‌ای
1. ضیافت (۱۳۴۶؛ همراهِ میراث)
2. میراث (۱۳۴۶؛ همراهِ ضیافت)
3. سُلطان مار (۱۳۴۸)
4. مرگ یزدگرد (۱۳۵۸)
5. کارنامه‌ی بُندارِ بیدَخش (۱۳۷۶ و ۱۳۷۷)
6. بانو آئویی (نوشتهٔ یوکیو میشیما، ۱۳۷۶ و ۱۳۷۷)
7. شب هزارویکُم (۱۳۸۲)
8. مجلس شبیه؛ در ذکر مصایب استاد نوید ماکان و همسرش مهندس رُخشید فرزین (۱۳۸۴)
9. اَفرا، یا روز می‌گذرد (۱۳۸۶)
10. جانا و بلادور (۱۳۹۱)
11. آرش (۱۳۹۲)
12. گزارش ارداویراف (۱۳۹۳)
13. طرب‌نامه (۱۳۹۵)
14. چهارراه (۱۳۹۷)
15. داش آکُل به گُفته‌ی مرجان (۱۴۰۳)

بیضایی، پیش از آن که کارگردان شود و نمایش بر صحنه برد، در نمایش‌هایی کارهایی غیر از کارگردانی داشته است، از جمله در نمایشِ کاپیتان قره‌گز به سالِ ۱۳۴۲ دستیارِ داوود رشیدیِ کارگردان و در نمایشِ دو نمایشنامهٔ خود، غروب در دیاری غریب و قصّه‌ی ماه پنهان، در ۱۳۴۳ در جنوبِ ایران و ۱۳۴۴ در فستیوالِ تئاترِ ملل در پاریس مدیرِ صحنه بوده است. او با رشیدی و پرویز صیّاد گروهِ تئاترِ امروز را تشکیل داد. نخستین نوشتهٔ بیضایی که به‌طورِ همگانی به نمایش درآمد مترسکها در شب بود که جعفر والی سالِ ۱۳۴۲ برای تلویزیون کار کرد. سالِ بعد عبّاس جوانمرد غروب در دیاری غریب را برای تلویزیون کارگردانی کرد و سپس‌تر همان سال بود که نمایش‌ها را به جنوب بردند. حوالیِ همین زمان، چنان‌که بیضایی گفته «احتمالاً سال چهل‌وسه»، بود که آتسوموریِ سه‌آمی موتوکیو را از روی ترجمهٔ داریوش آشوری و خودش با علی نصیریان و عزّت‌الله انتظامی تمرین کرد، ولی مسئولانِ ادارهٔ هنرهای دراماتیک نگذاشتند تا به نمایش درآید. پاییز و زمستانِ سالِ ۱۳۴۴ پهلوان اکبر می‌میرد با بازی و کارگردانی جوانمرد کامیابیِ بزرگی حاصل کرد. گروهِ هنرِ ملّی تا اواخرِ دههٔ ۱۳۴۰ شد پایگاهِ اصلی بیضایی در دنیای نمایش − هرچند نه با آسانی و هماهنگی و تفاهم.
پس از کارگردانیِ عروسکها برای تلویزیون در سالِ ۱۳۴۵ و اجرای ضیافت و میراث در پاییزِ سالِ بعد، بیضایی تا سالِ ۱۳۴۸ نمایشی به صحنه نبُرد. سالِ ۱۳۴۸ سُلطان مار را در رامسر و تهران نمایش داد و سپس در شهرهای مازندران و خراسان گرداند. از سالِ ۱۳۴۹ مجالِ کار سینمایی فراهم شد، و فیلم‌سازی و نیز استادی در دانشکدهٔ هنرهای زیبای دانشگاهِ تهران کارِ صحنه‌ایِ بیضایی را تا سالِ ۱۳۵۸ تعطیل کرد؛ ولی این سال‌ها به آموزشِ نسلی از هنرمندانِ نمایش از عزّت‌الله انتظامی تا سوسن تسلیمی و همکاری با استادانی چون سیما کوبان و محمّد کوثر سپری شد. بیضایی در این فاصله نمایش‌هایی هم داشت که اجازهٔ نمایش نیافت، مثلِ چهار صندوق در ۱۳۵۳ و ندبه در ۱۳۵۶. تئاترِ شهرِ تهران در بهمنِ ۱۳۵۱ با باغِ آلبالوی آنتون چخوف (از روی ترجمهٔ سیمین دانشور و به کارگردانیِ آربی اوانسیان) افتتاح شد. ولی تماشاکن کم بود و اوایلِ بهارِ ۱۳۵۲ نمایش تعطیل شد و غروب در دیاری غریب و قصّه‌ی ماه پنهانِ بیضایی با اجرای گروهِ هنرِ ملّی (کارگردان: عبّاس جوانمرد) جایگزینش شد، که استقبالِ خوبی دید. هفت سال و نیم پیش‌تر تالارِ ۲۵ شهریور نیز با چند نمایش، از جمله پهلوان اکبر می‌میردِ بیضایی با اجرای همین گروه و به رهبریِ همین کارگردان، افتتاح شده بود. پاییزِ سالِ ۱۳۵۸ بیضایی مرگ یزدگرد را در تالارِ چهارسوی تئاترِ شهر به نمایش درآورد، که کمتر از دو سال سپس‌تر فیلمَش را نیز ساخت. ناصر تقوایی مرگ یزدگرد را یگانه نمایشِ «لایق اطلاق کلمه‌ی تئاتر به معنای درست آن» در سال‌های پس از انقلابِ ۱۳۵۷ دانسته است. از مرگ یزدگرد هجده سالِ نسبتاً راکد از لحاظِ تئاتر در ایران گذشت تا بیضایی باز امکانِ نمایش یافت؛ ولی در این فاصله چند فیلم ساخت. با گشایشِ فضای سیاسی از ۱۳۷۶ به بعد، که برای نمایشِ کوچکِ کارنامه‌ی بُندارِ بیدَخش به ایران بازگشت (از اقامت در استراسبورگ به دعوتِ پارلمانِ بین‌المللیِ نویسندگان، که چندان دیر نپایید) و بانو آئویی را نیز به فراخورِ شرایط به صحنه برد، به تناوب در هر فرصتی نمایشی داد یا فیلمی ساخت: شب هزارویکُم در ۱۳۸۲ بازگشتی دیگر بود به تالارِ چهارسوی تئاترِ شهر. سالِ ۱۳۸۴ نمایشی را کارگردانی کرد و بر صحنهٔ تالارِ اصلیِ تئاترِ شهر برد: مجلس شبیه؛ در ذکر مصایب استاد نوید ماکان و همسرش مهندس رُخشید فرزین. همین هم در ماهِ نخست توقیف شد و شد واپسین کارِ بیضایی همچون کارگردان در تئاترِ شهر. بیش از دو سال بی کارگردانیِ نمایش بر بیضایی گذشت تا رسید به اَفرا، یا روز می‌گذرد در زمستانِ ۱۳۸۶. بیضایی این نمایش را به اکبر رادی تقدیم کرد که چند روز پیش از شبِ افتتاح مرده بود. از این به بعد تا سالِ ۱۳۸۹ چند نمایشش به مشکلِ جوازِ دولتی برخورد و امکانِ اجرا نیافت، و بیضایی در پیِ کارِ دانشگاهی دوباره پس از نزدیکِ سی سال از اخراج از دانشگاهِ تهران، به دانشگاهِ استنفوردِ آمریکا رفت. نمایش‌های بیضایی با مهاجرت متوقّف نشد. این بار کارِ دانشگاهی با کارِ نمایشی هم‌تنگ افتاد و چهار نمایشِ صحنه‌ای و دو نمایشنامه‌خوانی و تربیتِ انبوهی شاگرد چیزی از حاصلِ کارِ تئاتریِ بیضایی با بازیگرانِ فارسی‌زبان در کالیفرنیای شمالی بوده است. در همهٔ این مدّت، از میانه‌های دههٔ ۱۳۳۰ به بعد، بیضایی از نوشتن بازنمانده و کتاب‌ها و مقالاتِ فراوانی با موضوع و محمولِ نمایش منتشر کرده است.
فیلمِ بیشترِ نمایش‌های بیضایی هنوز منتشر نشده است، مگر به‌طورِ محدود یا بریده، مثلِ خلاصهٔ بخشِ نخستِ طرب‌نامه با صدای راوی و دقایقی از اَفرا، یا روز می‌گذرد و چهارراه و عروسکها. غیر از این‌ها، بیضایی خود اجراهایی نیز داشته که گاهی وجهِ نمایشی داشته است؛ مثلِ روخوانیِ نمایشنامهٔ اَفرا، یا روز می‌گذرد بر صحنه در خانهٔ هنرمندانِ ایران در ۲۶ مردادِ ۱۳۸۱.
تا اوایلِ قرنِ پانزدهمِ هجریِ خورشیدی تقریباً چهل نمایشنامه از بیضایی منتشر شد، و از این میان فقط شانزده تا را خود توانست به نمایش درآورد. او نمایشنامه‌های فراوانی از خودش و دیگران را نیز برای نمایش در نظر گرفته بود، که مجالِ نمایش نیافته‌اند.

## نمایش‌ها به کارگردانیِ بیضایی
از آغاز تا اَفرا در ایران کارگردانی شده و به نمایش درآمده، هرچند کارنامه‌ی بُندارِ بیدَخش با همین میزانسن نمایشی در آلمان هم داشته است، و از جانا و بلادور تا پایان در آمریکا. مژده شمسایی زیرِ نظرِ بیضایی چند نمایشنامه‌خوانیِ تک‌نفره از پردهٔ نخستِ شب هزارویکُم در آمریکا و کانادا و اسکاتلند اجرا کرده که در این فهرست نیامده.
تاریخ‌ها از ۱۳۸۹ به بعد از روی تقویمِ گریگوری
| نمایش‌ها                                                                                                   | نمایش‌ها                                                            | نمایش‌ها                                   | نمایش‌ها                           | نمایش‌ها                                            | نمایش‌ها        | نمایش‌ها |
| تاریخِ نمایش                                                                                               | نام                                                                | جای                                       | نویسنده                           | فیلمِ نمایش                                         | موسیقی         | توضیحات |
| --- | ------------------------------------------------------------------ | ----------------------------------------- | --------------------------------- | -------------------------------------------------- | -------------- | --- |
| اجرا برای فیلمبرداری: ۱۳۴۵/۱۲/۲۸ نمایشِ تلویزیونی: ۱۳۴۶/۱/۲۸                                               | عروسکها                                                            | تلویزیونِ ملّیِ ایران                        | بهرام بیضایی                      | هست (در برنامهٔ «تونل زمان» شبکهٔ من و تو در یوتیوب) |                | گروهِ هنرِ ملّی |
| ۱۳۴۶/۹ | ضیافت و میراث                                                      | تالارِ ۲۵ شهریور                           | بهرام بیضایی                      | نیست                                               |                | گروهِ هنرِ ملّی |
| ۱۳۴۸/۶/۲۳ و ۱۳۴۸/۷ و ۱۳۴۸/۸/۱۸–۱۳۴۸/۸/۴                                                                   | سُلطان مار                                                          | تالارِ ۲۵ شهریور شهرهای شمالِ ایران         | بهرام بیضایی                      | نیست                                               |                | گروهِ هنرِ ملّی |
| ۱۳۵۸/۸/۲۰–۱۳۵۸/۷/۱                                                                                        | مرگ یزدگرد                                                         | تالارِ چهارسوی تئاترِ شهر                   | بهرام بیضایی                      | نیست                                               |                | |
| ۱۳۷۷/۲–۱۳۷۶/۱۰                                                                                            | بانو آئویی                                                         | خانهٔ کوچک نمایش تالارِ قشقاییِ تئاترِ شهر    | یوکیو میشیما (فارسیِ بهرام بیضایی) | هست (فیلم در یوتیوب)                               |                | گروهِ نمایشِ پرچین – متنِ فارسی در جریانِ تمرین زیرِ نظرِ بیضایی شکلِ نهایی گرفت. آنچه به نمایش درآمد ترجمهٔ محمّدعلی صفریان یا آشوربانیپال بابلا یا هوشنگ حسامی نبود. |
| ۱۳۷۷/۲–۱۳۷۶/۱۱ و ۱۳۷۷/۶                                                                                   | کارنامه‌ی بُندارِ بیدَخش                                               | تالارِ چهارسوی تئاترِ شهر تماشاخانهٔ روئر    | بهرام بیضایی                      | هست                                                |                | گروهِ نمایشِ لیسار |
| ۱۳۸۲/۸/۱۷–۱۳۸۲/۶/۲۶                                                                                       | شب هزارویکُم                                                        | تالارِ چهارسوی تئاترِ شهر                   | بهرام بیضایی                      | هست                                                | محمّدرضا درویشی | گروهِ نمایشِ لیسار |
| ۱۳۸۴/۵/۷–۱۳۸۴/۴/۱۲                                                                                        | مجلس شبیه؛ در ذکر مصایب استاد نوید ماکان و همسرش مهندس رُخشید فرزین | تالارِ اصلیِ تئاترِ شهر                      | بهرام بیضایی                      | هست                                                | محمّدرضا درویشی | گروهِ نمایشِ لیسار |
| ۱۳۸۶/۱۱/۱۸–۱۳۸۶/۱۰/۱۲                                                                                     | اَفرا، یا روز می‌گذرد                                                | تالارِ وحدت                                | بهرام بیضایی                      | هست                                                | محمّدرضا درویشی | گروهِ نمایشِ لیسار − ۲۶ مردادِ ۱۳۸۱ در خانهٔ هنرمندانِ ایران به صدای نویسنده برای شنوندگان خوانده شده بود.                                                         |
| ۲۰۱۲/۶/۳۰–۲۰۱۲/۶/۲۷                                                                                       | جانا و بلادور                                                      | تماشاخانهٔ مرکزِ اجتماعاتِ محلّیِ کابرلی       | بهرام بیضایی                      | هست                                                |                | سایه‌بازی با پرده‌خوانی / نقّالیِ موزیکال |
| ژوئیه ۲۰۱۳                                                                                                | آرش                                                                | تالارِ آننبرگِ دانشگاهِ استنفورد             | بهرام بیضایی                      | هست                                                |                | نمایشنامه‌خوانی – نقّالی |
| ۲۰۱۵/۱/۲۵–۲۰۱۵/۱/۲۴                                                                                       | گزارش ارداویراف                                                    | تالارِ کابرلیِ دانشگاهِ استنفورد             | بهرام بیضایی                      | هست                                                |                | نمایشنامه‌خوانی |
| بخش یکُم: ۲۰۱۶/۳/۲۷–۲۰۱۶/۳/۲۶ و ۲۰۱۶/۴/۳–۲۰۱۶/۴/۲ بخش دوّم: ۲۰۱۶/۱۰/۲۳–۲۰۱۶/۱۰/۲۱ و ۲۰۱۶/۱۰/۲۸ و ۲۰۱۶/۱۰/۳۰ | طرب‌نامه                                                            | تماشاخانهٔ مرکز هنرهای نمایشیِ کالجِ دی انزا | بهرام بیضایی                      | هست                                                |                | مضحکهٔ موزیکال به سبکِ تخت حوضی |
| ۲۰۱۸/۳/۲۵–۲۰۱۸/۳/۲۳ و ۲۰۱۸/۳/۳۱–۲۰۱۸/۳/۲۹ و ۲۰۱۸/۴/۱                                                      | چهارراه                                                            | تماشاخانهٔ عمارتِ رابلیِ دانشگاهِ استنفورد    | بهرام بیضایی                      | هست                                                | فراز مینویی    | |
| ۲۰۲۴ | داش آکُل به گُفته‌ی مرجان                                             | تماشاخانهٔ رودا                            | بهرام بیضایی                      | هست                                                |                | |

### توضیحات
1. ↑  نمایش‌های غیرسنّتی در این سال‌ها، به قولِ انور خامه‌ای در ۱۳۷۰، «با خواهش و تمنا تماشاگر برای خود فراهم می‌کنند.» (خامه‌ای، انور؛ تویسرکانی، شاهرخ (اردیبهشت و خرداد ۱۳۷۱). «فرهنگ، ادبیات، و موقعیت معناها». دنیای سخن (۴۹): ۲۳.) همین سال عنوانِ «گزارشی از دهمین جشنوارهٔ سراسری تئاتر فجر» بود «چو ده‌ساله شد، همچو یکساله بود!» (محرمیان معلم، حمید (اسفند ۱۳۷۰). «چو ده‌ساله شد، همچو یکساله بود!». دنیای سخن (۴۸): ۷۴.)

### ارجاعات
1. ↑  نصیریان و  اکبری، «مخالف بودم با استبداد روشنفکری»، ۴۷.
2. ↑  بیضایی، «سالشمار زندگی و آثار بهرام بیضایی»، ۱۷.
3. ↑  بیضایی و  قوکاسیان، «گفت‌وگو با بهرام بیضایی»، ۱۲.
4. ↑  نصیریان و  اکبری، «مخالف بودم با استبداد روشنفکری»، ۴۷.
5. ↑  دولت‌آبادی و  رحمتی، «میراث صحنه»، ۸۴.
6. ↑  تقوایی و  طالبی‌نژاد، «به روایتِ ناصر تقوایی»، ۱۰۰.
7. ↑  https://www.youtube.com/watch?v=pkxcCHd-6cI
8. ↑  https://www.youtube.com/watch?v=ybEm5IJDZd0
9. ↑  −، «معنویت گمشده»، ۲۹.